# Astro Plumber
Astro Plumber (lett. "astro-idraulico") è un videogioco a piattaforme pubblicato nel 1985 per gli home computer Amstrad CPC, BBC Micro, Commodore 16, Electron e MSX dall'editrice a basso costo Blue Ribbon. Si controlla un manutentore che deve riparare perdite delle condutture d'aria nel sottosuolo di una colonia lunare.
Talvolta era ritenuto un'imitazione di Super Pipeline o Super Pipeline II.

## Modalità di gioco
La schermata di gioco mostra una caverna lunare bidimensionale di più piani collegati da scale a pioli. Il giocatore controlla un omino in tuta da astronauta e deve riparare tutte le falle dei tubi che corrono lungo i soffitti, utilizzando un saldatore laser che spara verso l'alto.
La caverna è infestata da creature aliene fluttuanti che sono letali se toccate e non si possono eliminare in alcun modo. Quando si perde una vita inoltre si deve ricominciare da capo a chiudere le falle.
Il manutentore è dotato di un jet pack con il quale fare brevi voli e scavalcare i nemici quando stanno bassi. Sia il jet pack sia il laser, quando usati, consumano una scorta limitata di carburante. Oltre che per esaurimento delle vite dovuto ai nemici, si può terminare la partita per esaurimento del carburante o dell'aria della tuta. L'aria è ricaricabile recandosi presso due serbatoi che si trovano al piano più alto, che rappresenta la superficie lunare.
L'intero scenario è costituito da una serie di più caverne a singola schermata e ci si può spostare liberamente dall'una all'altra tramite passaggi ai lati dello schermo, tuttavia se si lascia un caverna senza aver chiuso tutte le sue falle, anche quelle già riparate verranno rigenerate.
Avanzando tra le caverne cambia il tipo di nemici e possono essere presenti pedane di teletrasporto tra i piani. Man mano che si completano le riparazioni delle caverne si riempie un indicatore della pressione, e quando si completano tutte si ricomincia un nuovo livello a velocità aumentata.